# Ononis mauritii
Ononis mauritii là một loài thực vật có hoa trong họ Đậu. Loài này được (Maire & Sennen) Forther & Podl. miêu tả khoa học đầu tiên năm 1991.